# Campionato del mondo rally 2002

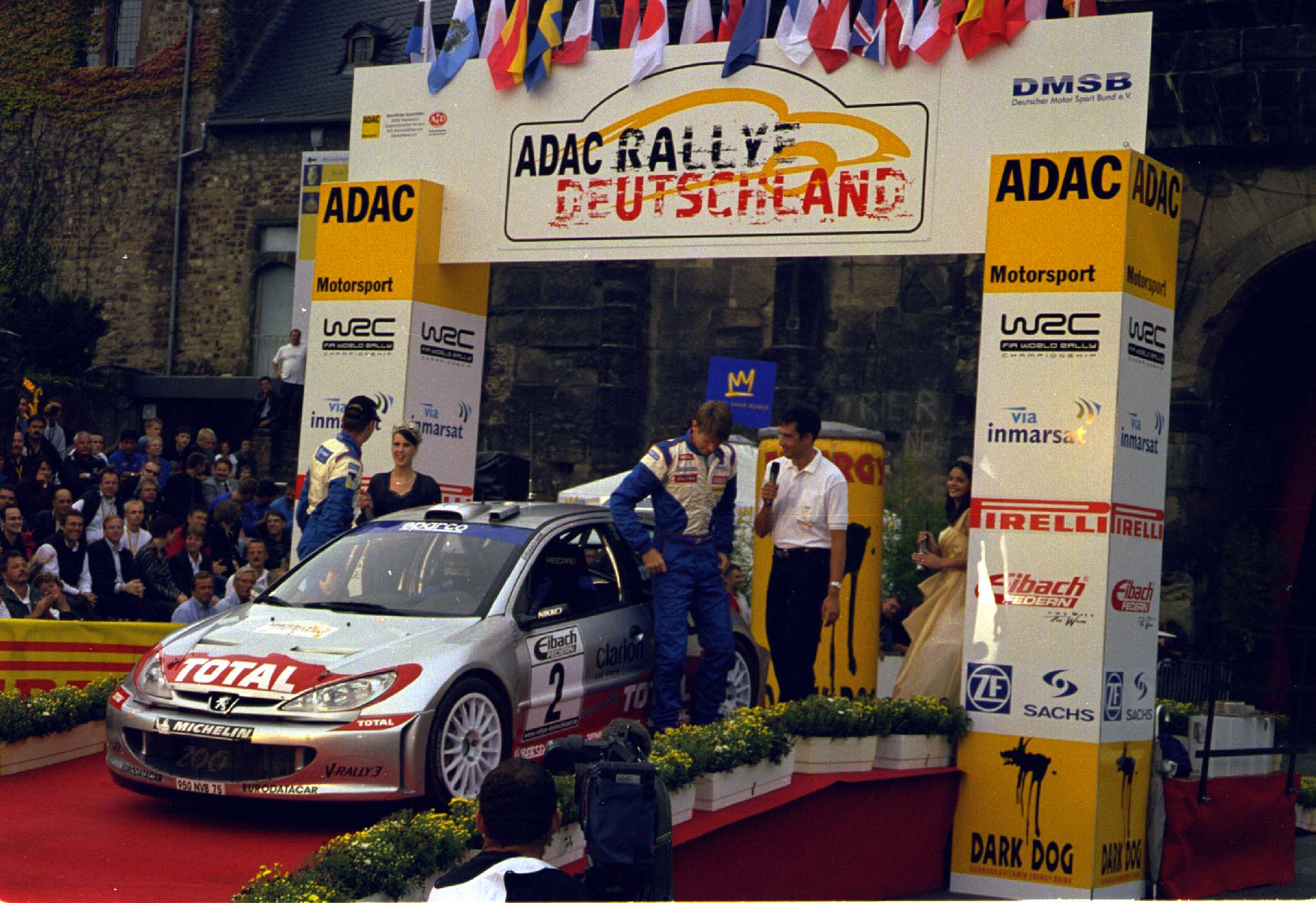
Il vincitore del titolo piloti Marcus Grönholm a fianco della sua Peugeot 206 WRC durante la cerimonia di apertura del Rally di Germania 2002

La stagione 2002 del campionato del mondo rally è stata la 30ª edizione della serie iridata organizzata dalla FIA; è iniziata il 18 gennaio con il Rally di Monte Carlo e si è conclusa il 17 novembre con il Rally di Gran Bretagna.

## Riepilogo
La serie iridata era nuovamente supportata dal campionato mondiale per vetture produzione (PWRC), dedicato alle vetture di Gruppo N strettamente derivate dalla serie, che da quest'anno prevedeva otto appuntamenti durante la stagione, e dal campionato piloti Junior WRC (JWRC), istituito nel 2001, che assegnava il trofeo ai piloti che si cimentavano nella classe Super 1600 ed era costituito invece da sei tappe. Venne abolita la Coppa FIA squadre.
Il campionato piloti vide trionfare il finlandese Marcus Grönholm, al suo secondo titolo mondiale dopo quello ottenuto nel 2000, al volante di una Peugeot 206 WRC, il quale dominò la stagione precedendo sul podio finale il norvegese Petter Solberg, su Subaru Impreza WRC2002, e lo spagnolo Carlos Sainz alla guida di una Ford Focus RS WRC 02, distanziati rispettivamente di 40 e 41 punti. Il titolo costruttori venne nuovamente vinto dalla scuderia francese Peugeot Total, al suo terzo alloro iridato consecutivo e al quinto della sua storia, davanti alle squadre ufficiali Ford e Subaru. Entrambe le corone iridate vennero vinte con due gare di anticipo in Nuova Zelanda.
Il campionato PWRC venne invece vinto dal malese Karamjit Singh su Proton Pert della scuderia Petronas EON Racing Team, mentre nel trofeo piloti Junior WRC si impose lo spagnolo Daniel Solà alla guida di una Citroën Saxo S1600.

## Calendario
Il campionato, con i suoi quattordici appuntamenti disputatisi in altrettante nazioni, toccò Europa (dieci gare), Oceania (due), Africa e Sud America (una gara ciascuna).
| Tappa | Data                  | Rally                                               | Sede                                                                                                 | Superficie   |
| ----- | --------------------- | --------------------------------------------------- | --- | ------------ |
| 1     | 18-20 gennaio         | 70ème Rallye Automobile de Monte-Carlo              | 18 gennaio: Digne-les-Bains, Provenza-Alpi-Costa Azzurra 19/20 gennaio: Monaco, Principato di Monaco | Asfalto/Neve |
| 2     | 1º-3 febbraio         | 51st Uddeholm Swedish Rally                         | Karlstad, Värmland                                                                                   | Neve         |
| 3     | 8-10 marzo            | 46ème Tour de Corse - Rallye de France              | Ajaccio, Corsica                                                                                     | Asfalto      |
| 4     | 22-24 marzo           | 38º Rallye Catalunya-Costa Brava - Rallye de España | Lloret de Mar, Catalogna                                                                             | Asfalto      |
| 5     | 19-21 aprile          | 30th Cyprus Rally                                   | Limassol, Distretto di Limassol                                                                      | Sterrato     |
| 6     | 17-19 maggio          | 22º Rally Argentina                                 | Villa Carlos Paz, Provincia di Córdoba                                                               | Sterrato     |
| 7     | 14-16 giugno          | 49th Acropolis Rally                                | Itea, Grecia Centrale                                                                                | Sterrato     |
| 8     | 12-14 luglio          | 50th Inmarsat Safari Rally                          | Nairobi, Contea di Nairobi                                                                           | Sterrato     |
| 9     | 8-11 agosto           | 52nd Neste Rally Finland                            | Jyväskylä, Finlandia centrale                                                                        | Sterrato     |
| 10    | 23-25 agosto          | 21. ADAC Rallye Deutschland                         | Treviri, Renania-Palatinato                                                                          | Asfalto      |
| 11    | 20-22 settembre       | 44º Rallye Sanremo - Rallye d'Italia                | Sanremo, Liguria                                                                                     | Asfalto      |
| 12    | 4-6 ottobre           | 33rd Propecia Rally New Zealand                     | Auckland, Regione di Auckland                                                                        | Sterrato     |
| 13    | 31 ottobre-3 novembre | 15th Telstra Rally Australia                        | Perth, Australia Occidentale                                                                         | Sterrato     |
| 14    | 14-17 novembre        | 58th Network Q Rally of Great Britain               | Cardiff, Galles                                                                                      | Sterrato     |

### Cambiamenti nel calendario
Il Rally del Portogallo non venne inserito nel calendario 2002, al suo posto il Rally di Germania, posizionato a fine agosto come decimo appuntamento stagionale.
Gli altri cambiamenti principali furono lo spostamento del Tour de Corse da ottobre a marzo e il Rally di Cipro da giugno ad aprile.

## Cambiamenti nel regolamento
Rispetto alla stagione 2001 nel 2002 furono apportate alcune modifiche nel regolamento sportivo.

### Regolamento sportivo
- I team partecipanti al campionato costruttori non dovettero più designare anticipatamente le due vetture eleggibili a marcare i punti, essi poterono quindi schierare tre equipaggi e quelli che avessero ottenuto i migliori due piazzamenti in classifica avrebbero contribuito ai punti del campionato marche.[4]
- Un'ulteriore novità riguardò l'ordine di partenza dei primi 15 equipaggi in ogni tappa del mondiale: durante la prima giornata (venerdì) le auto partiranno in accordo con la classifica del mondiale piloti vigente (come nella passata stagione) ma nella seconda e nella terza frazione (sabato e domenica) essi partiranno in ordine inverso rispetto alla classifica del rally vigente al termine della giornata precedente.[5]
- La Coppa FIA piloti gruppo N venne rinominata Production World Rally Championship (Campionato del mondo rally per vetture produzione), abbreviato PWRC, e venne limitato a otto eventi selezionati mentre il Junior WRC, introdotto nel 2001, si corse nei restanti sei appuntamenti. Le due serie pertanto non si disputarono mai in contemporanea e i numeri di gara dei relativi equipaggi furono gli stessi per tutte le gare della stagione.[6]
- La Coppa FIA squadre venne abolita.

## Squadre e piloti

### Le premesse

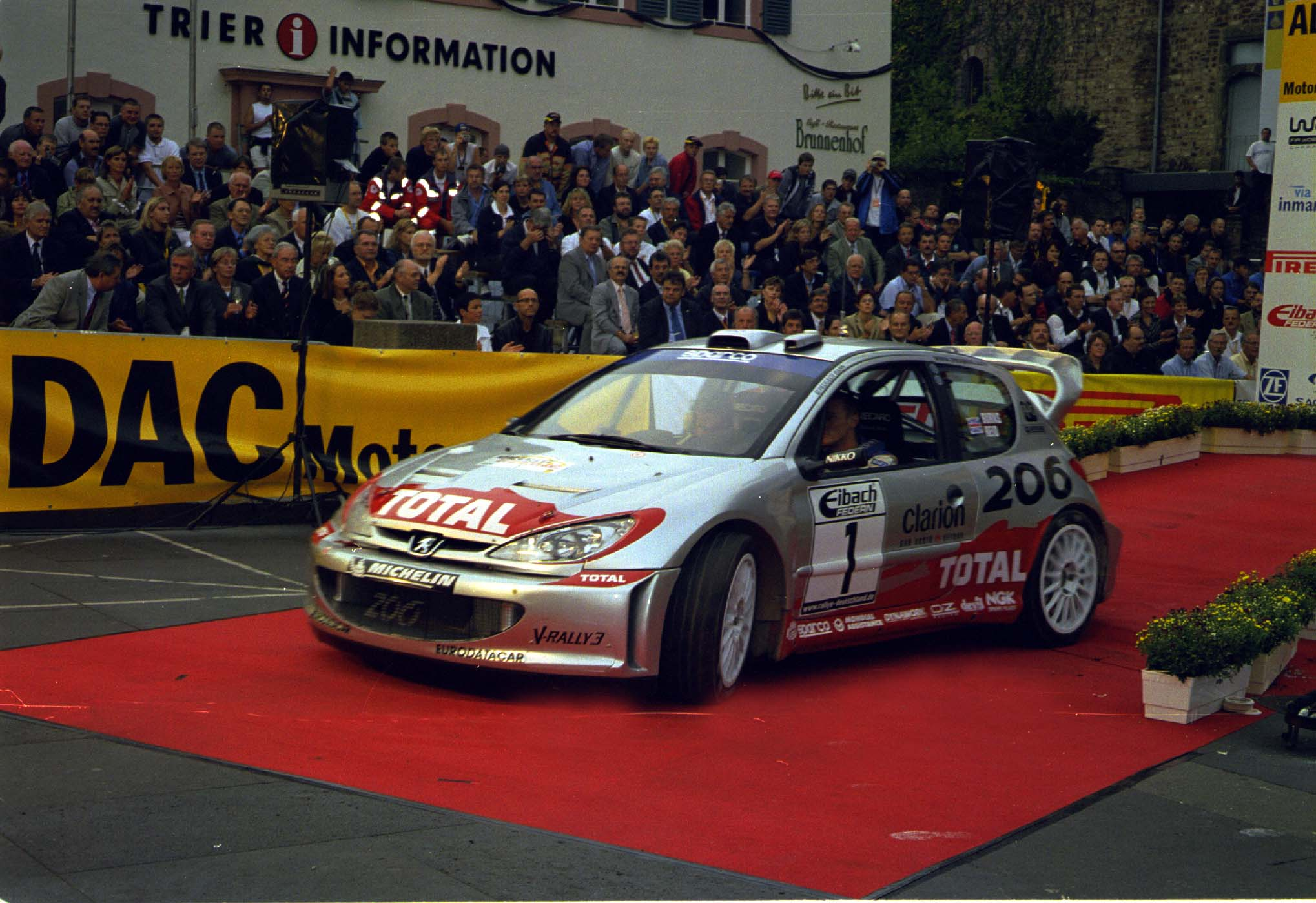
La Peugeot 206 WRC evoluzione 2002

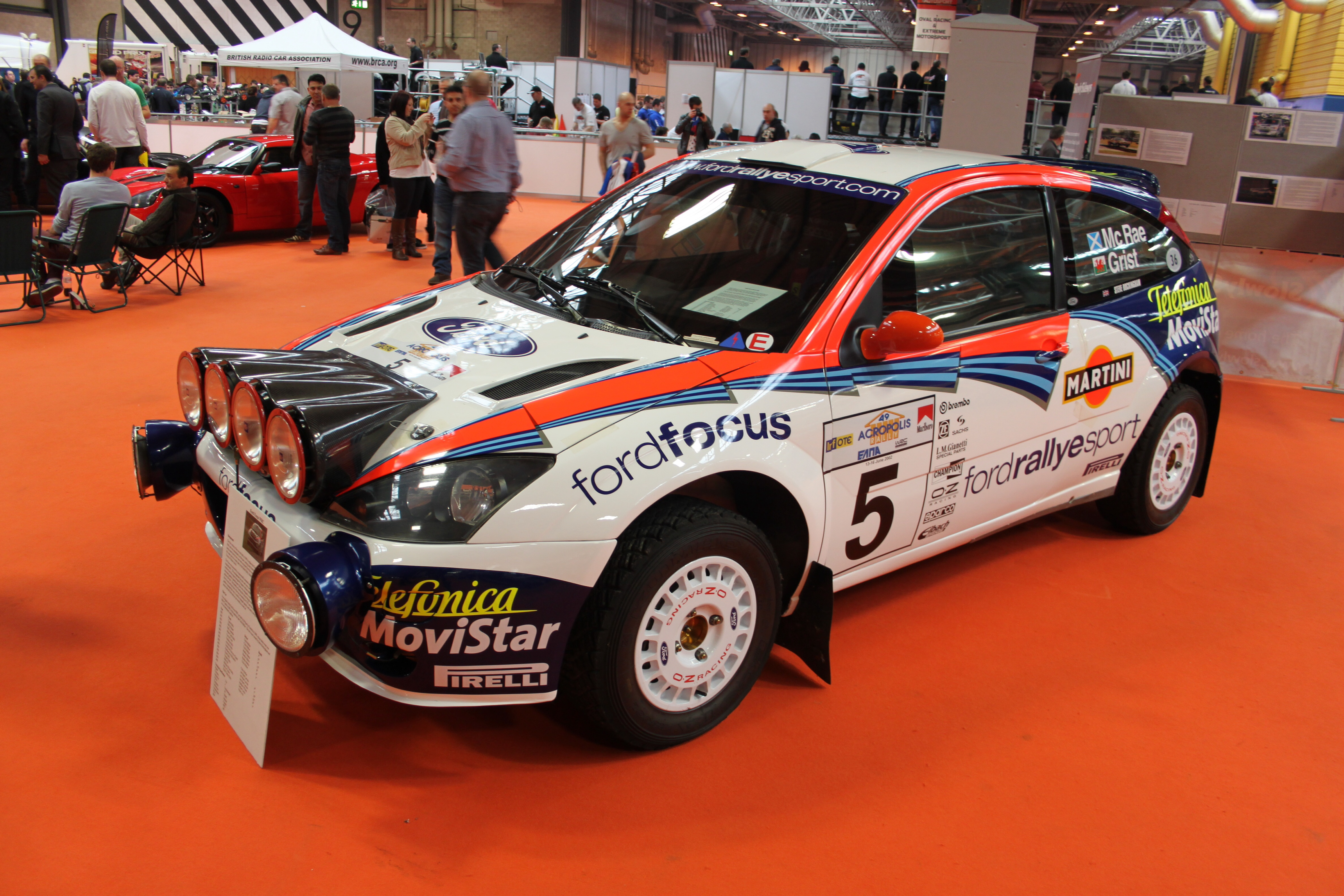
La Ford Focus RS WRC 02

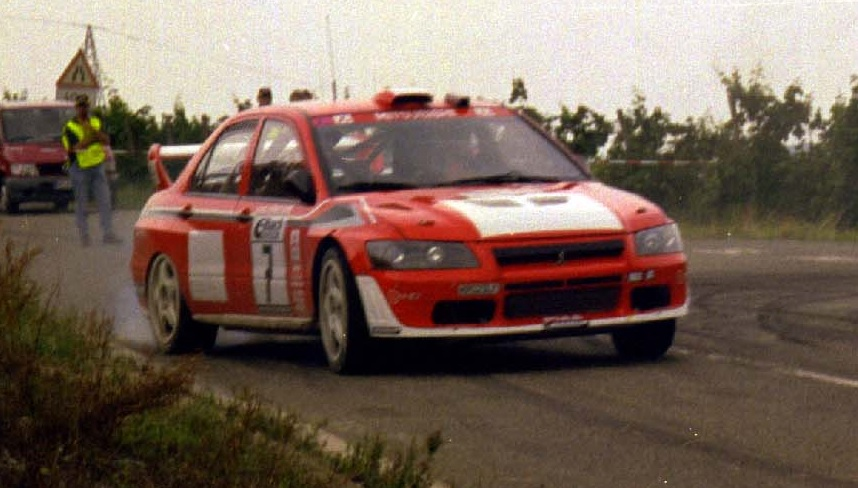
La Mitsubishi Lancer WRC2

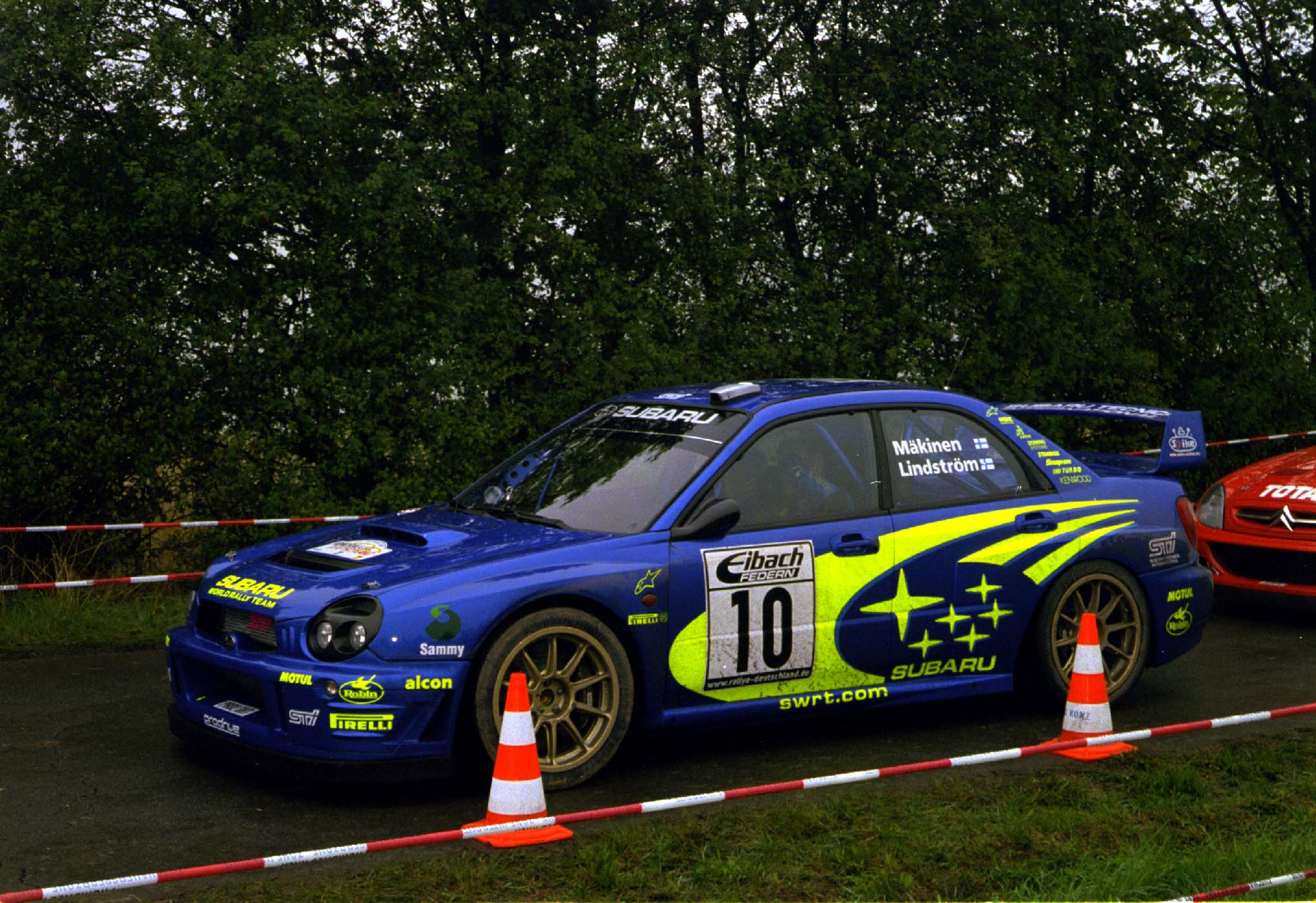
La Subaru Impreza WRC2002

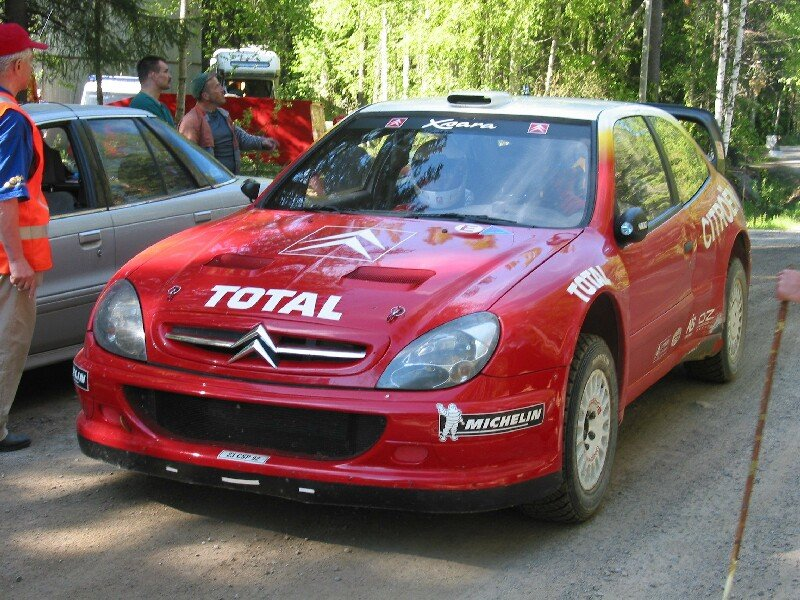
La Citroën Xsara WRC durante i test in Finlandia

I team della stagione 2002 ufficialmente iscritti al campionato furono sei, gli stessi che parteciparono al mondiale 2001, con Citroën che disputò soltanto parzialmente la stagione e non fu iscritta al campionato marche.
- Peugeot Total: Richard Burns lasciò la Subaru per passare alla Peugeot dove, con il numero 1 stampato sulle fiancate, affiancò il campione del mondo 2000 Marcus Grönholm mentre sulla terza vettura venne si alternarono Gilles Panizzi, nei rally su asfalto, e Harri Rovanperä in quelli su terra. La scuderia del Leone iniziò la stagione con la stessa 206 WRC impiegata l'anno precedente (versione etichettata non ufficialmente come "2001") e un'evoluzione della stessa, cui Peugeot come di consueto non diede un nome particolare per distinguerla, debuttò al rally dell'Acropoli, settima gara della stagione, il cui sviluppo si focalizzò soprattutto sull'affidabilità generale, ottimizzando il raffreddamento delle parti meccaniche e rinforzando le sospensioni; vennero inoltre inseriti dei dettagli nell'ala posteriore al fine di aumentare la deportanza aerodinamica e stabilizzare la vettura.[7]
- Ford Rallye Sport: La Ford confermò Carlos Sainz e Colin McRae e ingaggiò l'estone Markko Märtin dalla Subaru, mentre un'ulteriore vettura venne affidata al belga François Duval in alcuni eventi selezionati e al britannico Mark Higgins per il rally di Gran Bretagna. La casa dell'ovale blu cambiò il direttore sportivo, in quanto Günther Steiner venne mandato a dirigere la scuderia Jaguar Racing di Formula 1, e venne sostituito da Christian Loriaux, il quale fu responsabile dell'evoluzione della Ford Focus RS WRC, chiamata RS WRC 02, che venne migliorata soprattutto nel motore e dotata di un sistema elettronico totalmente nuovo; venne inoltre aggiornato il pannello comandi del cruscotto e nel corso della stagione fu introdotto un sistema di cambiata con comandi al volante.[4][8]
- Marlboro Mitsubishi Ralliart: perso Tommi Mäkinen, passato alla Subaru dopo sette anni e quattro titoli mondiali piloti vinti, in casa Mitsubishi arrivano il francese François Delecour dalla Ford e lo scozzese Alister McRae, fratello di Colin, dalla Hyundai, con il finlandese Jani Paasonen schierato su una terza vettura in alcuni eventi. La vettura utilizzata era la Lancer WRC, sviluppata in breve tempo nell'ultima parte della stagione 2001 e principalmente attorno allo stile di guida di Mäkinen, e per questo motivo sia Delecour che McRae faticarono ad adattarsi al comportamento dell'auto. Per il rally di Finlandia arrivò l'evoluzione della stessa, chiamata WRC step2 o in breve WRC2, ma non si rivelò un grosso passo avanti tant'è che il colosso giapponese, una volta terminata la stagione, decise di prendersi un periodo di pausa dal mondiale.[9]
- 555 Subaru World Rally Team: in Subaru Mäkinen trovò come compagno di squadra il norvegese Petter Solberg e una terza vettura venne affidata al giapponese Toshihiro Arai in alcuni rally su terra e all'austriaco Achim Mörtl, specialista dell'asfalto. La casa delle Pleiadi iniziò la stagione con la vettura della precedente annata, la Impreza WRC2001, ma in vista del Tour de Corse arrivò un'evoluzione della stessa (chiamata WRC2002) con minimi aggiornamenti apportati al motore (un nuovo volano alleggerito, piccole migliorie al turbocompressore e un nuovo sistema di distribuzione dell'acqua nel propulsore) e al paraurti anteriore, reso più robusto ed efficiente.[10]
- Škoda Motorsport: la casa ceca cedette il tedesco Armin Schwarz alla Hyundai scambiandolo con lo svedese Kenneth Eriksson, che guidò così un team composto da un mix di gioventù ed esperienza, con il finlandese Toni Gardemeister a guidare la seconda vettura mentre la terza auto venne condivisa dallo svedese Stig Blomqvist, campione del mondo 1984, e il ceco Roman Kresta. La vettura utilizzata era la Škoda Octavia WRC Evo2 impiegata durante la stagione 2001 e per il rally di Finlandia arrivò l'ultima evoluzione dell'auto, chiamata Evo3, che venne dotata di piccoli aggiornamenti nel motore (nel collettore di aspirazione e nel corpo farfallato) e di modifiche nel paraurti anteriore e nel cofano motore.[11]
- Hyundai Castrol World Rally Team: il costruttore sudcoreano a sua volta fece lo scambio con Mitsubishi per prendere il belga Freddy Loix e affidò la seconda vettura ad Armin Schwarz, preso dalla Škoda, mentre il quattro volte campione del mondo Juha Kankkunen tornò nel mondiale per guidare la terza auto; in alcuni eventi venne schierato anche il giovane polacco Tomasz Kuchar. Nelle prime due gare stagionali venne impiegata la Accent WRC2 dell'anno precedente e al Tour de Corse debuttò la nuova evoluzione, denominata WRC3, con un nuovo disegno delle sospensioni, nuovi ammortizzatori ma soprattutto radicali modifiche al motore con l'inserimento di nuove parti e l'alleggerimento delle stesse.[12]
- Automobiles Citroën: il costruttore francese, come nel 2001, non disputò l'intera stagione e pertanto non poté iscriversi ufficialmente all campionato costruttori. La Xsara WRC venne affidata al fresco campione del mondo Super 1600, francese Sébastien Loeb, che raggiunse in squadra lo svedese Thomas Rådström e il connazionale Philippe Bugalski, con Jesús Puras che disputò soltanto il rally di Germania.

### Iscritti WRC

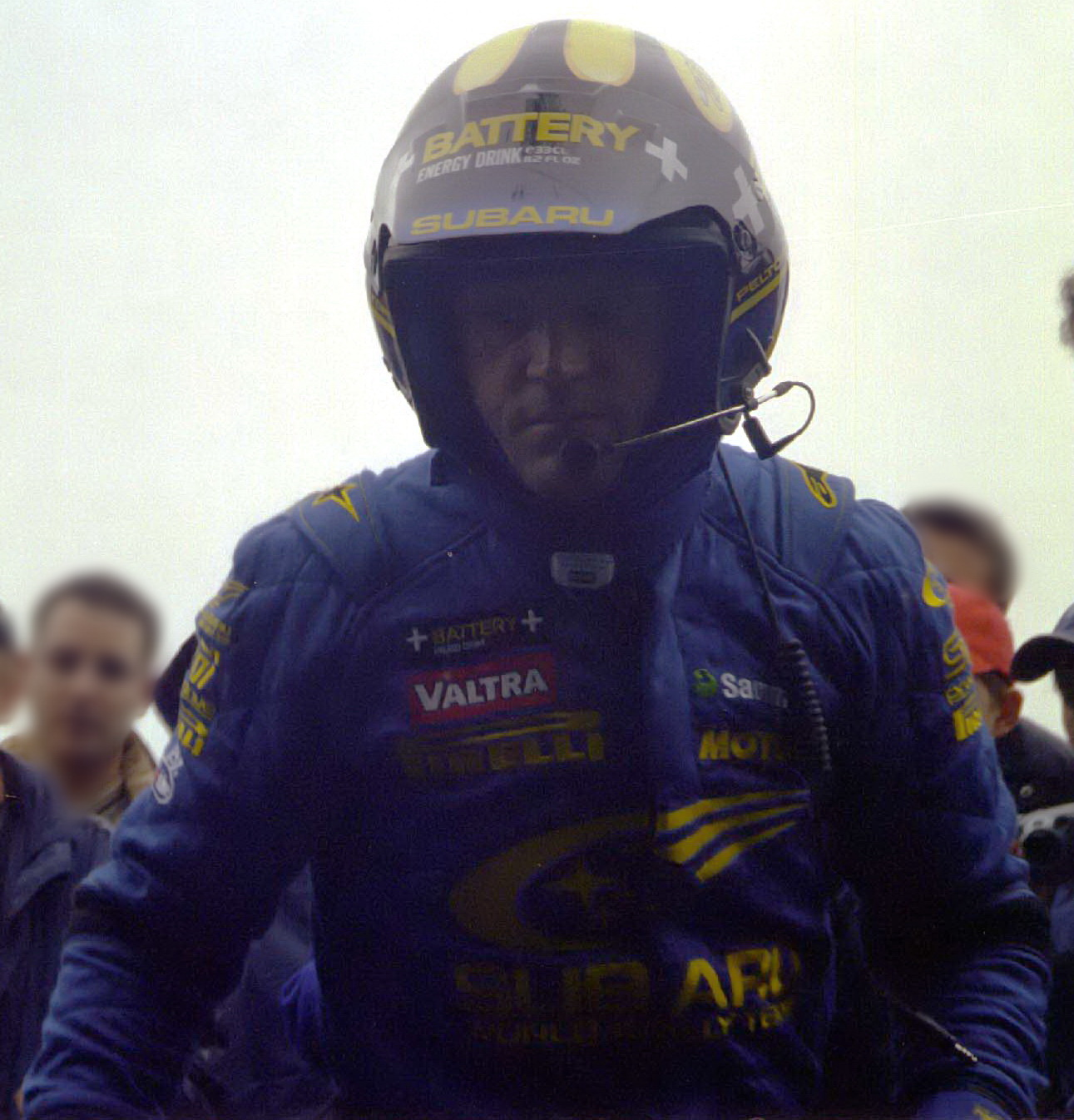
Tommi Mäkinen, passato al team Subaru, durante il rally di Germania

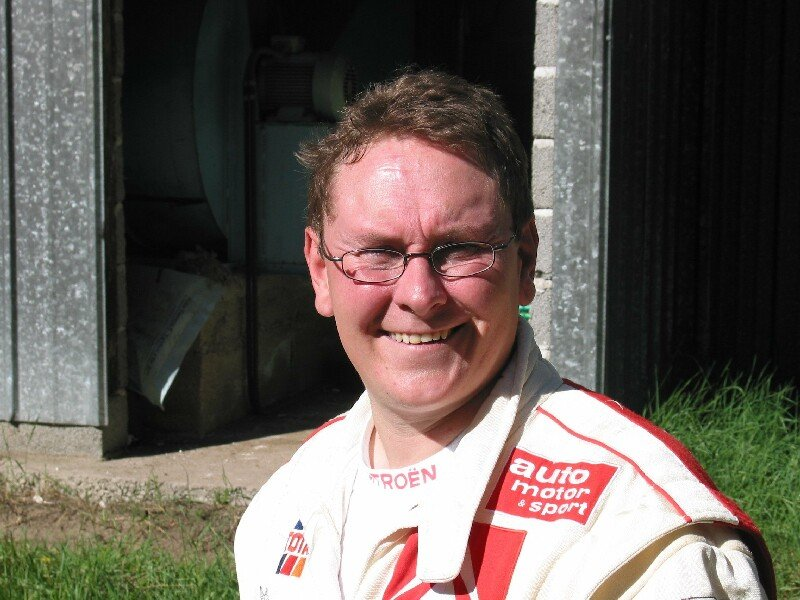
Thomas Rådström durante i test in Finlandia

| Iscritti team costruttori WRC | Iscritti team costruttori WRC | Iscritti team costruttori WRC | Iscritti team costruttori WRC | Iscritti team costruttori WRC | Iscritti team costruttori WRC | Iscritti team costruttori WRC | Iscritti team costruttori WRC |
| Costruttori                   | Squadre                       | Auto                          | Pneumatici                    | N°                            | Piloti                        | Copiloti                      | Gare                          |
| ----------------------------- | ----------------------------- | ----------------------------- | ----------------------------- | ----------------------------- | ----------------------------- | ----------------------------- | ----------------------------- |
| Peugeot                       | Peugeot Total                 | Peugeot 206 WRC (2001)        | M                             | 1                             | Richard Burns                 | Robert Reid                   | 1–6                           |
| Peugeot                       | Peugeot Total                 | Peugeot 206 WRC (2001)        | M                             | 2                             | Marcus Grönholm               | Timo Rautiainen               | 1–6                           |
| Peugeot                       | Peugeot Total                 | Peugeot 206 WRC (2001)        | M                             | 3                             | Gilles Panizzi                | Hervé Panizzi                 | 1, 3–4                        |
| Peugeot                       | Peugeot Total                 | Peugeot 206 WRC (2001)        | M                             | 3                             | Harri Rovanperä               | Risto Pietiläinen             | 2, 5–6                        |
| Peugeot                       | Peugeot Total                 | Peugeot 206 WRC (2002)        | M                             | 1                             | Richard Burns                 | Robert Reid                   | 7–14                          |
| Peugeot                       | Peugeot Total                 | Peugeot 206 WRC (2002)        | M                             | 2                             | Marcus Grönholm               | Timo Rautiainen               | 7–14                          |
| Peugeot                       | Peugeot Total                 | Peugeot 206 WRC (2002)        | M                             | 3                             | Harri Rovanperä               | Risto Pietiläinen             | 7–8, 14                       |
| Peugeot                       | Peugeot Total                 | Peugeot 206 WRC (2002)        | M                             | 3                             | Harri Rovanperä               | Voitto Silander               | 9–10, 12–13                   |
| Peugeot                       | Peugeot Total                 | Peugeot 206 WRC (2002)        | M                             | 3                             | Gilles Panizzi                | Hervé Panizzi                 | 11                            |
| Ford                          | Ford Rallye Sport             | Ford Focus RS WRC 02          | P                             | 4                             | Carlos Sainz                  | Luis Moya                     | 1–3, 5–14                     |
| Ford                          | Ford Rallye Sport             | Ford Focus RS WRC 02          | P                             | 4                             | Carlos Sainz                  | Marc Martí                    | 4                             |
| Ford                          | Ford Rallye Sport             | Ford Focus RS WRC 02          | P                             | 5                             | Colin McRae                   | Nicky Grist                   | 1–12                          |
| Ford                          | Ford Rallye Sport             | Ford Focus RS WRC 02          | P                             | 5                             | Colin McRae                   | Derek Ringer                  | 13–14                         |
| Ford                          | Ford Rallye Sport             | Ford Focus RS WRC 02          | P                             | 6                             | Markko Märtin                 | Michael Park                  | Tutti                         |
| Mitsubishi                    | Marlboro Mitsubishi Ralliart  | Mitsubishi Lancer WRC         | M                             | 7                             | François Delecour             | Daniel Grataloup              | 1–8                           |
| Mitsubishi                    | Marlboro Mitsubishi Ralliart  | Mitsubishi Lancer WRC         | M                             | 8                             | Alister McRae                 | David Senior                  | 1–8                           |
| Mitsubishi                    | Marlboro Mitsubishi Ralliart  | Mitsubishi Lancer WRC         | M                             | 9                             | Jani Paasonen                 | Arto Kapanen                  | 2, 5                          |
| Mitsubishi                    | Marlboro Mitsubishi Ralliart  | Mitsubishi Lancer WRC2        | M                             | 7                             | François Delecour             | Daniel Grataloup              | 9–13                          |
| Mitsubishi                    | Marlboro Mitsubishi Ralliart  | Mitsubishi Lancer WRC2        | M                             | 7                             | François Delecour             | Dominique Savignoni           | 14                            |
| Mitsubishi                    | Marlboro Mitsubishi Ralliart  | Mitsubishi Lancer WRC2        | M                             | 8                             | Alister McRae                 | David Senior                  | 9–11                          |
| Mitsubishi                    | Marlboro Mitsubishi Ralliart  | Mitsubishi Lancer WRC2        | M                             | 8                             | Justin Dale                   | Andrew Bargery                | 14                            |
| Mitsubishi                    | Marlboro Mitsubishi Ralliart  | Mitsubishi Lancer WRC2        | M                             | 9                             | Jani Paasonen                 | Arto Kapanen                  | 9, 12–14                      |
| Subaru                        | 555 Subaru World Rally Team   | Subaru Impreza WRC2001        | P                             | 10                            | Tommi Mäkinen                 | Kaj Lindström                 | 1–2                           |
| Subaru                        | 555 Subaru World Rally Team   | Subaru Impreza WRC2001        | P                             | 11                            | Petter Solberg                | Phil Mills                    | 1–2                           |
| Subaru                        | 555 Subaru World Rally Team   | Subaru Impreza WRC2002        | P                             | 10                            | Tommi Mäkinen                 | Kaj Lindström                 | 3–14                          |
| Subaru                        | 555 Subaru World Rally Team   | Subaru Impreza WRC2002        | P                             | 11                            | Petter Solberg                | Phil Mills                    | 3–14                          |
| Subaru                        | 555 Subaru World Rally Team   | Subaru Impreza WRC2002        | P                             | 12                            | Toshihiro Arai                | Tony Sircombe                 | 7                             |
| Subaru                        | 555 Subaru World Rally Team   | Subaru Impreza WRC2002        | P                             | 12                            | Achim Mörtl                   | Klaus Wicha                   | 10–11                         |
| Škoda                         | Škoda Motorsport              | Škoda Octavia WRC Evo2        | M                             | 14                            | Kenneth Eriksson              | Christina Thörner             | 1–8                           |
| Škoda                         | Škoda Motorsport              | Škoda Octavia WRC Evo2        | M                             | 15                            | Toni Gardemeister             | Paavo Lukander                | 1–8                           |
| Škoda                         | Škoda Motorsport              | Škoda Octavia WRC Evo2        | M                             | 16                            | Roman Kresta                  | Jan Tománek                   | 1, 3, 5, 8                    |
| Škoda                         | Škoda Motorsport              | Škoda Octavia WRC Evo2        | M                             | 16                            | Stig Blomqvist                | Ana Goñi                      | 2, 4, 7                       |
| Škoda                         | Škoda Motorsport              | Škoda Octavia WRC Evo2        | M                             | 16                            | Gabriel Pozzo                 | Daniel Stillo                 | 6                             |
| Škoda                         | Škoda Motorsport              | Škoda Octavia WRC Evo3        | M                             | 14                            | Kenneth Eriksson              | Christina Thörner             | 9–14                          |
| Škoda                         | Škoda Motorsport              | Škoda Octavia WRC Evo3        | M                             | 15                            | Toni Gardemeister             | Paavo Lukander                | 9–14                          |
| Škoda                         | Škoda Motorsport              | Škoda Octavia WRC Evo3        | M                             | 16                            | Roman Kresta                  | Jan Tománek                   | 11                            |
| Škoda                         | Škoda Motorsport              | Škoda Octavia WRC Evo3        | M                             | 16                            | Roman Kresta                  | Miloš Hůlka                   | 14                            |
| Škoda                         | Škoda Motorsport              | Škoda Octavia WRC Evo3        | M                             | 16                            | Matthias Kahle                | Peter Göbel                   | 10                            |
| Hyundai                       | Hyundai Castrol WRT           | Hyundai Accent WRC2           | M                             | 17                            | Armin Schwarz                 | Manfred Hiemer                | 1–2                           |
| Hyundai                       | Hyundai Castrol WRT           | Hyundai Accent WRC2           | M                             | 18                            | Freddy Loix                   | Sven Smeets                   | 1–2                           |
| Hyundai                       | Hyundai Castrol WRT           | Hyundai Accent WRC2           | M                             | 19                            | Juha Kankkunen                | Juha Repo                     | 2                             |
| Hyundai                       | Hyundai Castrol WRT           | Hyundai Accent WRC3           | M                             | 17                            | Armin Schwarz                 | Manfred Hiemer                | 3–14                          |
| Hyundai                       | Hyundai Castrol WRT           | Hyundai Accent WRC3           | M                             | 18                            | Freddy Loix                   | Sven Smeets                   | 3–14                          |
| Hyundai                       | Hyundai Castrol WRT           | Hyundai Accent WRC3           | M                             | 19                            | Tomasz Kuchar                 | Maciej Szczepaniak            | 3                             |
| Hyundai                       | Hyundai Castrol WRT           | Hyundai Accent WRC3           | M                             | 19                            | Juha Kankkunen                | Juha Repo                     | 5–9, 12–14                    |

Legenda: Nº = Numero di gara.
| Ulteriori team partecipanti non iscritti al campionato costruttori WRC | Ulteriori team partecipanti non iscritti al campionato costruttori WRC | Ulteriori team partecipanti non iscritti al campionato costruttori WRC | Ulteriori team partecipanti non iscritti al campionato costruttori WRC | Ulteriori team partecipanti non iscritti al campionato costruttori WRC | Ulteriori team partecipanti non iscritti al campionato costruttori WRC | Ulteriori team partecipanti non iscritti al campionato costruttori WRC | Ulteriori team partecipanti non iscritti al campionato costruttori WRC |
| Costruttori                                                            | Squadre                                                                | Auto                                                                   | Pneumatici                                                             | N°                                                                     | Piloti                                                                 | Copiloti                                                               | Gare                                                                   |
| ---------------------------------------------------------------------- | ---------------------------------------------------------------------- | ---------------------------------------------------------------------- | ---------------------------------------------------------------------- | ---------------------------------------------------------------------- | ---------------------------------------------------------------------- | ---------------------------------------------------------------------- | ---------------------------------------------------------------------- |
| Citroën                                                                | Automobiles Citroën                                                    | Citroën Xsara WRC                                                      | M                                                                      | 20                                                                     | Thomas Rådström                                                        | Denis Giraudet                                                         | 1–2, 4, 7–9, 14                                                        |
| Citroën                                                                | Automobiles Citroën                                                    | Citroën Xsara WRC                                                      | M                                                                      | 20                                                                     | Jesús Puras                                                            | Marc Martí                                                             | 10                                                                     |
| Citroën                                                                | Automobiles Citroën                                                    | Citroën Xsara WRC                                                      | M                                                                      | 21                                                                     | Sébastien Loeb                                                         | Daniel Elena                                                           | 1–2, 4, 7–10, 14                                                       |
| Citroën                                                                | Automobiles Citroën                                                    | Citroën Xsara WRC                                                      | M                                                                      | 22                                                                     | Philippe Bugalski                                                      | Jean-Paul Chiaroni                                                     | 1, 4, 10                                                               |
| Peugeot                                                                | Peugeot Total                                                          | Peugeot 206 WRC (2001)                                                 | M                                                                      | 23                                                                     | Gilles Panizzi                                                         | Hervé Panizzi                                                          | 5–6                                                                    |
| Peugeot                                                                | Peugeot Total                                                          | Peugeot 206 WRC (2002)                                                 | M                                                                      | 23                                                                     | Gilles Panizzi                                                         | Hervé Panizzi                                                          | 8, 12                                                                  |
| Ford                                                                   | Ford Rallye Sport                                                      | Ford Focus RS WRC 02                                                   | P                                                                      | 24                                                                     | François Duval                                                         | Jean-Marc Fortin                                                       | 5, 9, 13                                                               |
| Ford                                                                   | Ford Rallye Sport                                                      | Ford Focus RS WRC 02                                                   | P                                                                      | 24                                                                     | Mark Higgins                                                           | Bryan Thomas                                                           | 14                                                                     |
| Subaru                                                                 | 555 Subaru World Rally Team                                            | Subaru Impreza WRC2002                                                 | P                                                                      | 26                                                                     | Toshihiro Arai                                                         | Tony Sircombe                                                          | 10                                                                     |
| Hyundai                                                                | Hyundai Castrol WRT                                                    | Hyundai Accent WRC3                                                    | M                                                                      | 27                                                                     | Tomasz Kuchar                                                          | Maciej Szczepaniak                                                     | 5                                                                      |

Legenda: Nº = Numero di gara.

## La stagione

### Rally di Montecarlo (18-20 gennaio)
Il mondiale rally 2002 prese il via con il classico di inizio stagione, il Rally di Montecarlo, e Sébastien Loeb si rivelò subito protagonista vincendo la gara, ma una penalizzazione di due minuti a causa di un'assistenza irregolare lo privò della gioia del primo successo iridato. La gara andò a Tommi Mäkinen, che conquistò alla prima uscita con la Subaru il suo 24° successo iridato e il quarto consecutivo sulle strade del Principato. Terzo Carlos Sainz con la Ford precedendo il compagno di squadra Colin McRae, quinta la Peugeot di Marcus Grönholm davanti alla seconda Subaru di Petter Solberg e alle altre due Peugeot di Gilles Panizzi e Richard Burns.

### Rally di Svezia (1º-3 febbraio)
In Svezia andò in scena il secondo appuntamento stagionale, e Marcus Grönholm portò a casa la vittoria che valse anche la testa della classifica mondiale. Il finlandese precedette il vincitore 2001 Harri Rovanperä e lo spagnolo Carlos Sainz, al secondo terzo posto consecutivo; seguirono la Peugeot di Richard Burns, la Mitsubishi di Alister McRae, che per tre decimi vinse la sfida in famiglia con il fratello Colin. Ferme entrambe le Subaru, quelle di Mäkinen e Solberg, entrambe a causa della rottura del motore, così come la sorpresa di questo rally, ovvero Freddy Loix, tradito dalla rottura della sospensione mentre era addirittura quarto con la sua Hyundai.

### Tour de Corse (8-10 marzo)
Si ritornò sull'asfalto per il terzo appuntamento della stagione, precisamente in Corsica, dove la Subaru fece debuttare la versione 2002 della Impreza e anche la Hyundai aggiornò la Accent con la terza evoluzione. Al termine della gara la Peugeot collezionò una tripletta con Gilles Panizzi vincitore davanti a Marcus Grönholm e Richard Burns. Quarto posto per la Citroën di Philippe Bugalski, che precedette la Subaru di Petter Solberg e la Ford di Carlos Sainz, mentre l'altra Ford, quella di Colin McRae, fu protagonista di un incidente molto simile a quello di due stagioni prima.

### Rally di Catalogna (22-24 marzo)
Sempre sull'asfalto, al Rally di Catalogna, ci fu ancora una vittoria per Gilles Panizzi, che si portò così ad un solo punto dal leader del mondiale Marcus Grönholm, solo quarto. Il francese precedette l'altra Peugeot di Richard Burns e la Citroën di Philippe Bugalski, che si classificò terzo. Dietro a Grönholm si piazzarono Petter Solberg e Colin McRae, mentre arrivò un altro ritiro per Tommi Mäkinen, il terzo consecutivo, e anche per Carlos Sainz, a causa di un'uscita di strada, spettacolare invece il capottamento di Sébastien Loeb, avvenuto mentre si trovava nelle prime posizioni.

### Rally di Cipro (19-21 aprile)
La scena del mondiale si spostò sull'isola di Cipro, per il primo rally su terra della stagione. Vinse Marcus Grönholm davanti all'altra Peugeot di Richard Burns e alla Subaru di Tommi Mäkinen. Quarto posto finale per Harri Rovanperä, che precedette Petter Solberg e uno sfortunato Colin McRae, il quale gettò via una vittoria che sembrava certa a causa di due capottamenti, il secondo dei quali ancora più spettacolare e vide lo scozzese prendere a calci la sua Focus per tentare di assicurare il portellone posteriore, con la vettura ridotta ormai a una sorta di pick-up. Male invece l'altra Ford, quella di Carlos Sainz, fuori dalla top ten.

### Rally d'Argentina (17-19 maggio)
La carovana del mondiale si trasferì in Sudamerica per il sesto appuntamento della stagione, ovvero il Rally d'Argentina e a vincere la gara sarebbe stato Marcus Grönholm, ma venne escluso dalla classifica finale per aver ricevuto assistenza illegale. La prima posizione passò quindi a Richard Burns e sarebbe stato il suo primo successo con la Peugeot, ma la gioia del successo venne meno a causa di una riscontrata irregolarità nel peso del volano della sua 206. Le esclusioni promossero alla vittoria lo spagnolo Carlos Sainz, al suo 24º successo iridato, e sul podio il norvegese Petter Solberg e Colin McRae. Markko Märtin, con la terza Focus, chiuse al quarto posto davanti alle due Škoda di Toni Gardemeister e Kenneth Eriksson. Da segnalare anche lo spettacolare incidente di Tommi Mäkinen, avvenuto nell'ultima prova quando lottava ancora per il vertice.

### Rally dell'Acropoli (14-16 giugno)

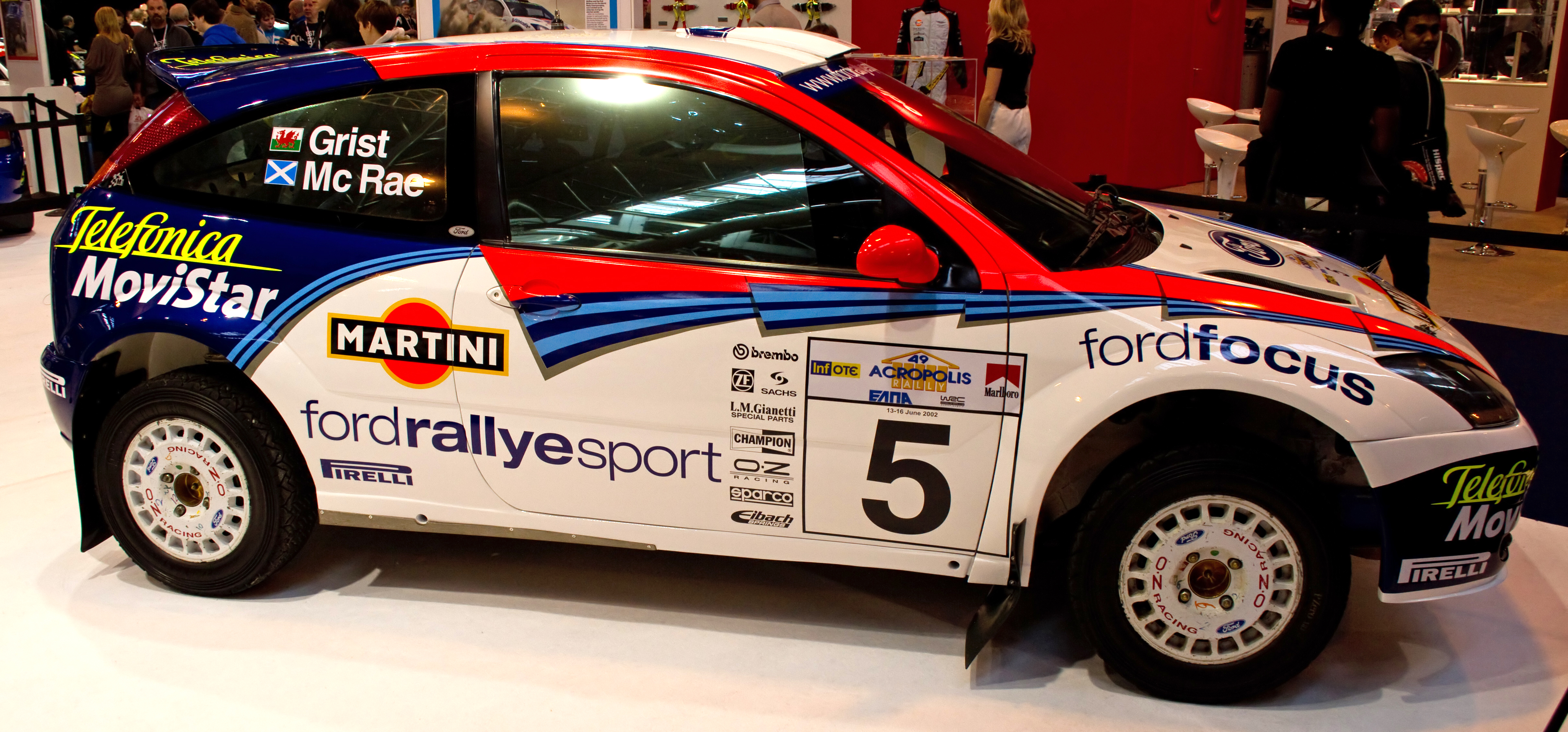
La Ford Focus RS WRC 02 con la quale Colin McRae vinse il rally dell'Acropoli 2002

Si ritornò di nuovo in Europa con il Rally dell'Acropoli per il settimo rally della stagione. Colin McRae vinse il suo 24° rally iridato e raggiunse così Sainz e Mäkinen tra i più vincenti nella storia del mondiale. Lo scozzese precedette Marcus Grönholm, sempre più leader del campionato, e Carlos Sainz, alla fine terzo dopo una strenua battaglia con Harri Rovanperä, quarto, mentre Petter Solberg e Markko Märtin completarono la zona punti. Ritirato Richard Burns, tradito dalla perdita di una ruota della sua 206. Al giro di boa del mondiale questa fu la situazione in classifica: Grönholm 37, Sainz 23, McRae e Panizzi 20.

### Safari Rally (12-14 luglio)
L'ottavo appuntamento stagionale era il Safari Rally in Kenya, dove Colin McRae portò a casa il suo 25º successo iridato, diventando così il pilota più vincente nella storia del mondiale e precedendo sul podio Harri Rovanperä e la Citroën di Thomas Rådström. Ottimo quarto posto per Markko Märtin, che arrivò davanti a Sébastien Loeb e a Gilles Panizzi. Numerosi furono i ritiri, caratteristica tipica della dura prova africana: il leader del Mondiale Marcus Grönholm, arrivato in Africa con 14 punti di vantaggio su Carlos Sainz, si ritirò subito per una rottura del motore, e anche il pilota madrileno si aggiunse nella lista degli abbandoni a causa di noie alla pompa della benzina. Ritirate anche le Subaru di Mäkinen e Solberg e la Peugeot di Richard Burns, rimasta insabbiata sul finire della seconda prova con conseguente distacco di una ruota.

### Rally di Finlandia (8-11 agosto)
Marcus Grönholm si rifece del ritiro in Kenya vincendo la gara di casa in Finlandia, dove il pilota di casa della Peugeot spiccò il volo in classifica, allungando ulteriormente sugli avversari nella corsa al mondiale. Secondo posto per il compagno di squadra Richard Burns, mentre Harri Rovanperä, in lizza per la vittoria nel rally di casa con i suoi compagni di squadra, si ritirò per la perdita di una ruota quando era in testa alla classifica. Paura per Colin McRae che vide la sua Ford Focus prendere fuoco nell'ultima prova. Alle spalle di Grönholm e di Burns, si piazzò il norvegese Petter Solberg che precedette le Ford di Carlos Sainz e Markko Märtin e la Subaru di Tommi Mäkinen.

### Rally di Germania (23-25 agosto)

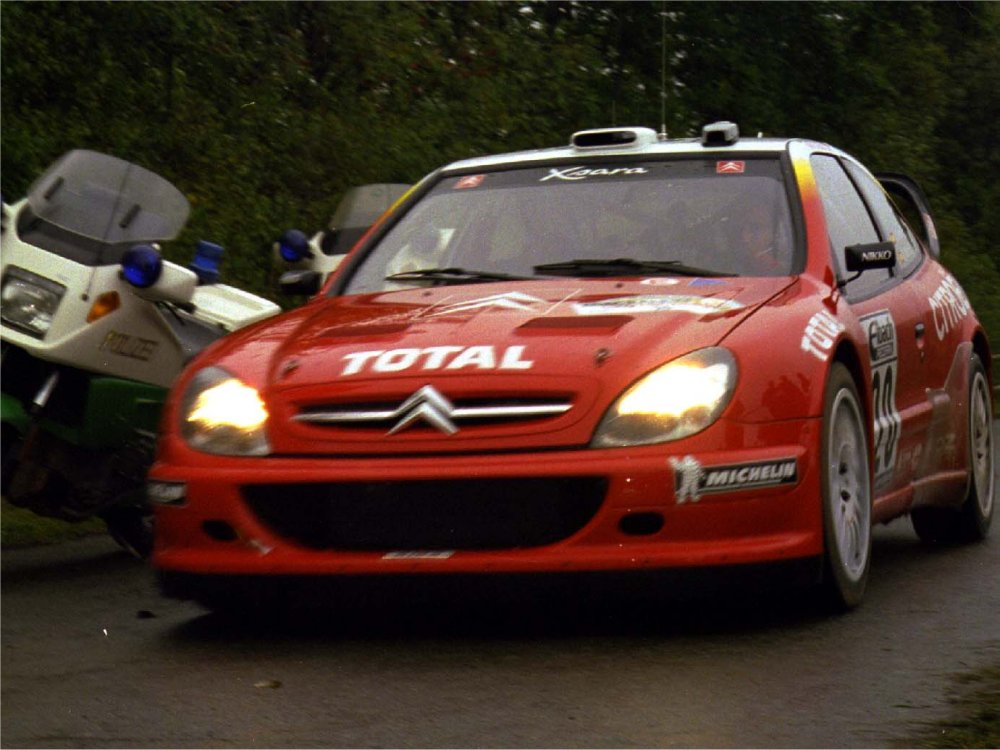
Jesús Puras durante lo shakedown del rally di Germania 2002

Il mondiale tornò sull'asfalto per il decimo appuntamento della stagione il Rally di Germania, per la prima volta inserito nel calendario mondiale. Il debutto della gara tedesca coincise con il primo successo iridato di Sébastien Loeb, che vinse davanti alle Peugeot di Richard Burns e Marcus Grönholm, il quale decise di gestire le gare su asfalto, non a lui congeniali, pensando al suo cospicuo vantaggio nella classifica iridata. Seguirono Colin McRae, Bruno Thiry, quinto al traguardo con una 206 privata, e Markko Märtin, che completarono la zona punti. A quattro gare dalla fine la situazione in classifica vedeva in testa sempre Grönholm con 51 punti, davanti a Colin McRae con 33 e Burns a quota 31.

### Rally di Sanremo (20-22 settembre)
Dopo la gara tedesca ci si spostò nel Mar Mediterraneo per il Rally di Sanremo, ultima gara su asfalto della stagione, con Gilles Panizzi vincitore per il terzo anno consecutivo davanti a Marcus Grönholm, sempre più vicino al titolo mondiale. Petter Solberg completò il podio della gara italiana con un altro terzo posto. Quarto Richard Burns, che precedette Markko Märtin e Jesús Puras, sesto al volante della Citroën Xsara WRC, mentre si ritirò Carlos Sainz, tradito dalla perdita dell'olio nelle prime fasi della gara.

### Rally della Nuova Zelanda (4-6 ottobre)
Dopo la parentesi sull'asfalto si ritornò a gareggiare sulla terra per il Rally della Nuova Zelanda, e mentre due contendenti al titolo piloti, ovvero Colin McRae e Richard Burns uscirono di scena a causa di un'uscita di strada, Marcus Grönholm conquistò la quarta vittoria stagionale che valse anche il suo secondo titolo mondiale con due gare d'anticipo sulla conclusione del mondiale, in virtù del quarto posto di Carlos Sainz. La squadra Peugeot conquistò altresì il titolo costruttori grazie al ritiro di Markko Märtin nella PS14, essendo l'estone l'unico che poteva portare ulteriori punti in casa Ford oltre a quelli ottenuti da Sainz. Podio finale tutto finlandese con Grönholm che precedette Harri Rovanperä e Tommi Mäkinen, quarto Sainz davanti alle Hyundai di Juha Kankkunen e di Freddy Loix.

### Rally d'Australia (31 ottobre-3 novembre)
In Australia, penultimo appuntamento del campionato, Grönholm vinse anche da campione del mondo, precedendo il compagno di squadra Harri Rovanperä e Petter Solberg. Carlos Sainz, Markko Märtin e Toni Gardemeister completarono la zona punti. Costretti al ritiro il campione uscente Richard Burns, a causa della rottura dello sterzo della sua Peugeot, e Colin McRae, fermo per rottura della sospensione della sua Focus, mentre Tommi Mäkinen, che sarebbe arrivato quarto assoluto, venne squalificato per un'irregolarità nel peso della sua Impreza. A un rally dal termine della stagione, con Grönholm che ha fatto un campionato a parte, ben sei piloti si giocavano il secondo posto finale: Burns 34 punti, McRae 33, Sainz 32, Panizzi 31, Rovanperä 30 e Solberg 27. Il mondiale Produzione è stato vinto dal malese Karamjit Singh.

### Rally di Gran Bretagna (14-17 novembre)
Il Rally di Gran Bretagna, atto conclusivo della stagione, ha visto anche la partecipazione del campione del mondo della MotoGP Valentino Rossi, al via con una 206 privata della scuderia Grifone, ma il pilota marchigiano abbandonò la corsa molto presto a causa di un'uscita di strada. La gara è stata vinta da Petter Solberg, al suo primo successo iridato, imponendosi inoltre allo sprint nella maxi-sfida per il secondo posto finale nel mondiale piloti. Il norvegese precedette Markko Märtin, al suo primo podio iridato, e Carlos Sainz, terzo all'ultima gara con la Ford prima del passaggio alla Citroen. Tommi Mäkinen chiuse con un quarto posto una stagione decisamente incolore, mentre Colin McRae, anche lui all'ultima con la Ford prima di seguire lo spagnolo alla Citroen per il 2003, terminò al quinto posto. La zona punti venne completata da un'altra Ford, quella di Mark Higgins, e si ebbero quindi ben quattro Focus nelle prime sei posizioni. Ritirati invece Richard Burns e Marcus Grönholm, con il finlandese che chiuse la stagione con un capottamento che vanificò le speranze di eguagliare il record di vittorie stagionali (sei) ottenute da Didier Auriol nel 1992. Il mondiale Junior WRC venne conquistato dallo spagnolo Daniel Solà.

## Risultati e statistiche
| Gara | Nome rally                                                                    | Podio | Podio | Podio                                | Podio                                    | Podio     | Statistiche | Statistiche            | Statistiche | Statistiche |
| Gara | Nome rally                                                                    | Pos.  | N°    | Pilota e copilota                    | Squadra                                  | Tempo     | Speciali    | Lunghezza              | Partiti     | Arrivati    |
| ---- | ----------------------------------------------------------------------------- | ----- | ----- | ------------------------------------ | ---------------------------------------- | --------- | ----------- | ---------------------- | ----------- | ----------- |
| 1    | 70ème Rallye Automobile de Monte-Carlo (18-20 gennaio) — Resoconto            | 1     | 10    | Tommi Mäkinen Kaj Lindström          | 555 Subaru WRT (Subaru Impreza WRC2001)  | 3h59'30"7 | (15) 14     | (388,38 km) 351,65 km  | 54          | 26          |
| 1    | 70ème Rallye Automobile de Monte-Carlo (18-20 gennaio) — Resoconto            | 2     | 21    | Sébastien Loeb Daniel Elena          | Automobiles Citroën (Citroën Xsara WRC)  | +1'14"1   | (15) 14     | (388,38 km) 351,65 km  | 54          | 26          |
| 1    | 70ème Rallye Automobile de Monte-Carlo (18-20 gennaio) — Resoconto            | 3     | 4     | Carlos Sainz Luis Moya               | Ford Rallye Sport (Ford Focus RS WRC 02) | +1'15"7   | (15) 14     | (388,38 km) 351,65 km  | 54          | 26          |
|      |                                                                               |       |       |                                      |                                          |           |             |                        |             |             |
| 2    | 51st Uddeholm Swedish Rally (1º-3 febbraio) — Resoconto                       | 1     | 2     | Marcus Grönholm Timo Rautiainen      | Peugeot Total (Peugeot 206 WRC (2001))   | 3h07'28"6 | (16) 15     | (381,96 km) 358,80 km  | 61          | 37          |
| 2    | 51st Uddeholm Swedish Rally (1º-3 febbraio) — Resoconto                       | 2     | 3     | Harri Rovanperä Risto Pietiläinen    | Peugeot Total (Peugeot 206 WRC (2001))   | +1'24"5   | (16) 15     | (381,96 km) 358,80 km  | 61          | 37          |
| 2    | 51st Uddeholm Swedish Rally (1º-3 febbraio) — Resoconto                       | 3     | 4     | Carlos Sainz Luis Moya               | Ford Rallye Sport (Ford Focus RS WRC 02) | +2'25"8   | (16) 15     | (381,96 km) 358,80 km  | 61          | 37          |
|      |                                                                               |       |       |                                      |                                          |           |             |                        |             |             |
| 3    | 46ème Tour de Corse - Rallye de France (8-10 marzo) — Resoconto               | 1     | 3     | Gilles Panizzi Hervé Panizzi         | Peugeot Total (Peugeot 206 WRC (2001))   | 3h54'40"3 | 16          | 357,70 km              | 61          | 37          |
| 3    | 46ème Tour de Corse - Rallye de France (8-10 marzo) — Resoconto               | 2     | 2     | Marcus Grönholm Timo Rautiainen      | Peugeot Total (Peugeot 206 WRC (2001))   | +40"5     | 16          | 357,70 km              | 61          | 37          |
| 3    | 46ème Tour de Corse - Rallye de France (8-10 marzo) — Resoconto               | 3     | 1     | Richard Burns Robert Reid            | Peugeot Total (Peugeot 206 WRC (2001))   | +52"4     | 16          | 357,70 km              | 61          | 37          |
|      |                                                                               |       |       |                                      |                                          |           |             |                        |             |             |
| 4    | 38º Rallye Catalunya Costa Brava - Rallye de España (22-24 marzo) — Resoconto | 1     | 3     | Gilles Panizzi Hervé Panizzi         | Peugeot Total (Peugeot 206 WRC (2001))   | 3h34'09"0 | (18) 15     | (394,98 km) 348,12 km  | 68          | 40          |
| 4    | 38º Rallye Catalunya Costa Brava - Rallye de España (22-24 marzo) — Resoconto | 2     | 1     | Richard Burns Robert Reid            | Peugeot Total (Peugeot 206 WRC (2001))   | +37"3     | (18) 15     | (394,98 km) 348,12 km  | 68          | 40          |
| 4    | 38º Rallye Catalunya Costa Brava - Rallye de España (22-24 marzo) — Resoconto | 3     | 22    | Philippe Bugalski Jean-Paul Chiaroni | Automobiles Citroën (Citroën Xsara WRC)  | +1'13"5   | (18) 15     | (394,98 km) 348,12 km  | 68          | 40          |
|      |                                                                               |       |       |                                      |                                          |           |             |                        |             |             |
| 5    | 30th Cyprus Rally (19-21 aprile) — Resoconto                                  | 1     | 2     | Marcus Grönholm Timo Rautiainen      | Peugeot Total (Peugeot 206 WRC (2001))   | 4h21'25"7 | (20) 19     | (324,17 km) 294,29 km  | 60          | 32          |
| 5    | 30th Cyprus Rally (19-21 aprile) — Resoconto                                  | 2     | 1     | Richard Burns Robert Reid            | Peugeot Total (Peugeot 206 WRC (2001))   | +56"8     | (20) 19     | (324,17 km) 294,29 km  | 60          | 32          |
| 5    | 30th Cyprus Rally (19-21 aprile) — Resoconto                                  | 3     | 10    | Tommi Mäkinen Kaj Lindström          | 555 Subaru WRT (Subaru Impreza WRC2002)  | +59"0     | (20) 19     | (324,17 km) 294,29 km  | 60          | 32          |
|      |                                                                               |       |       |                                      |                                          |           |             |                        |             |             |
| 6    | 22º Rally Argentina (17-19 maggio) — Resoconto                                | 1     | 4     | Carlos Sainz Luis Moya               | Ford Rallye Sport (Ford Focus RS WRC 02) | 4h08'09"1 | (22) 21     | (381,45 km) 358,43 km  | 68          | 29          |
| 6    | 22º Rally Argentina (17-19 maggio) — Resoconto                                | 2     | 11    | Petter Solberg Phil Mills            | 555 Subaru WRT (Subaru Impreza WRC2002)  | +4"0      | (22) 21     | (381,45 km) 358,43 km  | 68          | 29          |
| 6    | 22º Rally Argentina (17-19 maggio) — Resoconto                                | 3     | 5     | Colin McRae Nicky Grist              | Ford Rallye Sport (Ford Focus RS WRC 02) | +2'19"1   | (22) 21     | (381,45 km) 358,43 km  | 68          | 29          |
|      |                                                                               |       |       |                                      |                                          |           |             |                        |             |             |
| 7    | 49th Acropolis Rally (14-16 giugno) — Resoconto                               | 1     | 5     | Colin McRae Nicky Grist              | Ford Rallye Sport (Ford Focus RS WRC 02) | 4h27'43"8 | (16) 15     | (391,50 km) 374,16 km  | 84          | 35          |
| 7    | 49th Acropolis Rally (14-16 giugno) — Resoconto                               | 2     | 2     | Marcus Grönholm Timo Rautiainen      | Peugeot Total (Peugeot 206 WRC (2002))   | +24"5     | (16) 15     | (391,50 km) 374,16 km  | 84          | 35          |
| 7    | 49th Acropolis Rally (14-16 giugno) — Resoconto                               | 3     | 4     | Carlos Sainz Luis Moya               | Ford Rallye Sport (Ford Focus RS WRC 02) | +1'45"6   | (16) 15     | (391,50 km) 374,16 km  | 84          | 35          |
|      |                                                                               |       |       |                                      |                                          |           |             |                        |             |             |
| 8    | 50th Inmarsat Safari Rally (12-14 luglio) — Resoconto                         | 1     | 5     | Colin McRae Nicky Grist              | Ford Rallye Sport (Ford Focus RS WRC 02) | 7h58'28"0 | (12) 11     | (1010,80 km) 936,05 km | 48          | 11          |
| 8    | 50th Inmarsat Safari Rally (12-14 luglio) — Resoconto                         | 2     | 3     | Harri Rovanperä Risto Pietiläinen    | Peugeot Total (Peugeot 206 WRC (2002))   | +2'50"9   | (12) 11     | (1010,80 km) 936,05 km | 48          | 11          |
| 8    | 50th Inmarsat Safari Rally (12-14 luglio) — Resoconto                         | 3     | 20    | Thomas Rådström Denis Giraudet       | Automobiles Citroën (Citroën Xsara WRC)  | +18'38"6  | (12) 11     | (1010,80 km) 936,05 km | 48          | 11          |
|      |                                                                               |       |       |                                      |                                          |           |             |                        |             |             |
| 9    | 52nd Neste Rally Finland (8-11 agosto) — Resoconto                            | 1     | 2     | Marcus Grönholm Timo Rautiainen      | Peugeot Total (Peugeot 206 WRC (2002))   | 3h17'52"5 | 22          | 401,68 km              | 77          | 30          |
| 9    | 52nd Neste Rally Finland (8-11 agosto) — Resoconto                            | 2     | 1     | Richard Burns Robert Reid            | Peugeot Total (Peugeot 206 WRC (2002))   | +1'27"3   | 22          | 401,68 km              | 77          | 30          |
| 9    | 52nd Neste Rally Finland (8-11 agosto) — Resoconto                            | 3     | 11    | Petter Solberg Phil Mills            | 555 Subaru WRT (Subaru Impreza WRC2002)  | +2'49"6   | 22          | 401,68 km              | 77          | 30          |
|      |                                                                               |       |       |                                      |                                          |           |             |                        |             |             |
| 10   | 21. ADAC Rallye Deutschland (23-25 agosto) — Resoconto                        | 1     | 21    | Sébastien Loeb Daniel Elena          | Automobiles Citroën (Citroën Xsara WRC)  | 3h47'17"3 | (23) 22     | (415,57 km) 393,27 km  | 86          | 42          |
| 10   | 21. ADAC Rallye Deutschland (23-25 agosto) — Resoconto                        | 2     | 1     | Richard Burns Robert Reid            | Peugeot Total (Peugeot 206 WRC (2002))   | +14"3     | (23) 22     | (415,57 km) 393,27 km  | 86          | 42          |
| 10   | 21. ADAC Rallye Deutschland (23-25 agosto) — Resoconto                        | 3     | 2     | Marcus Grönholm Timo Rautiainen      | Peugeot Total (Peugeot 206 WRC (2002))   | +1'19"1   | (23) 22     | (415,57 km) 393,27 km  | 86          | 42          |
|      |                                                                               |       |       |                                      |                                          |           |             |                        |             |             |
| 11   | 44º Rallye Sanremo - Rallye d'Italia (20-22 settembre) — Resoconto            | 1     | 3     | Gilles Panizzi Hervé Panizzi         | Peugeot Total (Peugeot 206 WRC (2002))   | 4h10'15"6 | 18          | 385,84 km              | 53          | 35          |
| 11   | 44º Rallye Sanremo - Rallye d'Italia (20-22 settembre) — Resoconto            | 2     | 2     | Marcus Grönholm Timo Rautiainen      | Peugeot Total (Peugeot 206 WRC (2002))   | +20"9     | 18          | 385,84 km              | 53          | 35          |
| 11   | 44º Rallye Sanremo - Rallye d'Italia (20-22 settembre) — Resoconto            | 3     | 11    | Petter Solberg Phil Mills            | 555 Subaru WRT (Subaru Impreza WRC2002)  | +1'06"4   | 18          | 385,84 km              | 53          | 35          |
|      |                                                                               |       |       |                                      |                                          |           |             |                        |             |             |
| 12   | 33rd Propecia Rally New Zealand (4-6 ottobre) — Resoconto                     | 1     | 2     | Marcus Grönholm Timo Rautiainen      | Peugeot Total (Peugeot 206 WRC (2002))   | 3h58'45"4 | 26          | 411,40 km              | 81          | 42          |
| 12   | 33rd Propecia Rally New Zealand (4-6 ottobre) — Resoconto                     | 2     | 3     | Harri Rovanperä Voitto Silander      | Peugeot Total (Peugeot 206 WRC (2001))   | +3'47"6   | 26          | 411,40 km              | 81          | 42          |
| 12   | 33rd Propecia Rally New Zealand (4-6 ottobre) — Resoconto                     | 3     | 10    | Tommi Mäkinen Kaj Lindström          | 555 Subaru WRT (Subaru Impreza WRC2002)  | +4'26"3   | 26          | 411,40 km              | 81          | 42          |
|      |                                                                               |       |       |                                      |                                          |           |             |                        |             |             |
| 13   | 15th Telstra Rally Australia (31 ottobre-3 novembre) — Resoconto              | 1     | 2     | Marcus Grönholm Timo Rautiainen      | Peugeot Total (Peugeot 206 WRC (2002))   | 3h35'56"5 | 24          | 388,64 km              | 73          | 51          |
| 13   | 15th Telstra Rally Australia (31 ottobre-3 novembre) — Resoconto              | 2     | 3     | Harri Rovanperä Voitto Silander      | Peugeot Total (Peugeot 206 WRC (2002))   | +57"3     | 24          | 388,64 km              | 73          | 51          |
| 13   | 15th Telstra Rally Australia (31 ottobre-3 novembre) — Resoconto              | 3     | 11    | Petter Solberg Phil Mills            | 555 Subaru WRT (Subaru Impreza WRC2002)  | +1'28"7   | 24          | 388,64 km              | 73          | 51          |
|      |                                                                               |       |       |                                      |                                          |           |             |                        |             |             |
| 14   | 58th Network Q Rally of Great Britain (14-17 novembre) — Resoconto            | 1     | 11    | Petter Solberg Phil Mills            | 555 Subaru WRT (Subaru Impreza WRC2002)  | 3h30'36"4 | (17) 16     | (390,57 km) 367,45 km  | 85          | 38          |
| 14   | 58th Network Q Rally of Great Britain (14-17 novembre) — Resoconto            | 2     | 6     | Markko Märtin Michael Park           | Ford Rallye Sport (Ford Focus RS WRC 02) | +24"4     | (17) 16     | (390,57 km) 367,45 km  | 85          | 38          |
| 14   | 58th Network Q Rally of Great Britain (14-17 novembre) — Resoconto            | 3     | 4     | Carlos Sainz Luis Moya               | Ford Rallye Sport (Ford Focus RS WRC 02) | +1'35"7   | (17) 16     | (390,57 km) 367,45 km  | 85          | 38          |

### Gare vinte
| N° | Pilota          | Eventi                                              |
| -- | --------------- | --------------------------------------------------- |
| 5  | Marcus Grönholm | Svezia, Cipro, Finlandia, Nuova Zelanda e Australia |
| 3  | Gilles Panizzi  | Tour de Corse, Catalogna e Sanremo                  |
| 2  | Colin McRae     | Acropoli e Safari                                   |
| 1  | Tommi Mäkinen   | Monte Carlo                                         |
| 1  | Carlos Sainz    | Argentina                                           |
| 1  | Petter Solberg  | Gran Bretagna                                       |
| 1  | Sébastien Loeb  | Germania                                            |

### Prove speciali vinte
| N° | Pilota            |
| -- | ----------------- |
| 69 | Marcus Grönholm   |
| 41 | Richard Burns     |
| 35 | Petter Solberg    |
| 31 | Gilles Panizzi    |
| 19 | Sébastien Loeb    |
| 16 | Tommi Mäkinen     |
| 15 | Harri Rovanperä   |
| 13 | Colin McRae       |
| 11 | Markko Märtin     |
| 5  | Carlos Sainz      |
| 3  | Freddy Loix       |
| 2  | Thomas Rådström   |
| 1  | François Duval    |
| 1  | Philippe Bugalski |
| 1  | Jani Paasonen     |
| 1  | Jesús Puras       |

### Leader del rally
| N° volte | Pilota          |
| -------- | --------------- |
| 92       | Marcus Grönholm |
| 48       | Gilles Panizzi  |
| 27       | Sébastien Loeb  |
| 26       | Colin McRae     |
| 24       | Richard Burns   |
| 14       | Markko Märtin   |
| 12       | Tommi Mäkinen   |
| 6        | Petter Solberg  |
| 3        | Harri Rovanperä |
| 2        | Carlos Sainz    |
| 1        | François Duval  |

## Classifiche

### Sistema punteggio
Il punteggio, in vigore dal 1997, è rimasto inalterato rispetto alla precedente stagione.
| Posizione | 1ª | 2ª | 3ª | 4ª | 5ª | 6ª |
| Punti     | 10 | 6  | 4  | 3  | 2  | 1  |

### Classifica generale piloti
| Pos. | Pilota            | MON | SVE | FRA | CAT | CIP | ARG | GRE | SAF | FIN | GER | SAN | NZL | AUS | GBR | Punti |
| ---- | ----------------- | --- | --- | --- | --- | --- | --- | --- | --- | --- | --- | --- | --- | --- | --- | ----- |
| 1    | Marcus Grönholm   | 5   | 1   | 2   | 4   | 1   | SQ  | 2   | Rit | 1   | 3   | 2   | 1   | 1   | Rit | 77    |
| 2    | Petter Solberg    | 6   | Rit | 5   | 5   | 5   | 2   | 5   | Rit | 3   | Rit | 3   | Rit | 3   | 1   | 37    |
| 3    | Carlos Sainz      | 3   | 3   | 6   | Rit | 11  | 1   | 3   | Rit | 4   | 8   | Rit | 4   | 4   | 3   | 36    |
| 4    | Colin McRae       | 4   | 6   | Rit | 6   | 6   | 3   | 1   | 1   | Rit | 4   | 8   | Rit | Rit | 5   | 35    |
| 5    | Richard Burns     | 8   | 4   | 3   | 2   | 2   | SQ  | Rit | Rit | 2   | 2   | 4   | Rit | Rit | Rit | 34    |
| 6    | Gilles Panizzi    | 7   | 16  | 1   | 1   | 10  | Rit | Rit | 6   |     |     | 1   | 7   |     | 11  | 31    |
| 7    | Harri Rovanperä   | Rit | 2   | 11  | 7   | 4   | Rit | 4   | 2   | Rit | Rit | 9   | 2   | 2   | 7   | 30    |
| 8    | Tommi Mäkinen     | 1   | Rit | Rit | Rit | 3   | Rit | Rit | Rit | 6   | 7   | Rit | 3   | SQ  | 4   | 22    |
| 9    | Markko Märtin     | 12  | Rit | 8   | 8   | 8   | 4   | 6   | 4   | 5   | 6   | 5   | Rit | 5   | 2   | 20    |
| 10   | Sébastien Loeb    | 2   | 17  |     | Rit |     |     | 7   | 5   | 10  | 1   |     |     | 7   | Rit | 18    |
| 11   | Philippe Bugalski | Rit |     | 4   | 3   |     |     |     |     |     | Rit | Rit |     |     |     | 7     |
| 12   | Thomas Rådström   | Rit | 37  |     | Rit |     |     | 8   | 3   | Rit |     |     |     |     | Rit | 4     |
| 13   | Toni Gardemeister | 10  | Rit | 12  | 11  | 15  | 5   | 10  | Rit | 12  | Rit | Rit | 8   | 6   | 10  | 3     |
| 14   | Alister McRae     | 14  | 5   | 10  | 13  | Rit | 8   | Rit | 9   | Rit | Rit | Rit |     |     |     | 2     |
| 15   | Bruno Thiry       | 11  |     | Rit | Rit | Rit |     | 12  |     |     | 5   | 13  |     |     |     | 2     |
| 16   | Juha Kankkunen    |     | 8   |     |     | Rit | 7   | Rit | 8   | Rit |     |     | 5   | Rit | 9   | 2     |
| 17   | Kenneth Eriksson  | 13  | Rit | Rit | 17  | 9   | 6   | 14  | Rit | Rit | 10  | 11  | Rit | 8   | 13  | 1     |
| 18   | Jesús Puras       |     |     |     | 12  |     |     |     |     |     | Rit | 6   |     |     |     | 1     |
| 19   | Freddy Loix       | Rit | Rit | 9   | 10  | Rit | Rit | Rit | Rit | 9   | Rit | 28  | 6   | Rit | 8   | 1     |
| 20   | Mark Higgins      |     |     |     |     |     |     |     |     |     |     |     |     |     | 6   | 1     |
| Pos. | Pilota            | MON | SVE | FRA | CAT | CIP | ARG | GRE | SAF | FIN | GER | SAN | NZL | AUS | GBR | Punti |

| Colore  | Risultato                |
| ------- | ------------------------ |
| Oro     | Vincitore                |
| Argento | 2º posto                 |
| Bronzo  | 3º posto                 |
| Verde   | Finito a punti           |
| Blu     | Finito senza punti       |
| Blu     | Non classificato (NC)    |
| Viola   | Ritirato (Rit)           |
| Nero    | Squalificato (SQ)        |
| Nero    | Escluso (ES)             |
| Bianco  | Non ha gareggiato        |
| Bianco  | Iscrizione ritirata (WD) |
| Bianco  | Non partito (NP)         |
| Bianco  | Gara cancellata (C)      |

### Classifica costruttori WRC
I team partecipanti al campionato costruttori non dovettero più designare anticipatamente le due vetture eleggibili a marcare i punti, essi poterono quindi schierare anche tre equipaggi e quelli che avessero ottenuto i migliori due piazzamenti in classifica avrebbero contribuito ai punti del campionato marche.
| Pos. | Squadra                      | Nº | Pilota       | MON | SVE | FRA | CAT | CIP | ARG | GRE | SAF | FIN | GER | SAN | NZL | AUS | GBR | Punti |
| ---- | ---------------------------- | -- | ------------ | --- | --- | --- | --- | --- | --- | --- | --- | --- | --- | --- | --- | --- | --- | ----- |
| 1    | Peugeot Total                | 1  | Burns        | NC  | NC  | NC  | 2   | 2   | SQ  | Rit | Rit | 2   | 1   | NC  | Rit | Rit | Rit | 165   |
| 1    | Peugeot Total                | 2  | Grönholm     | 4   | 1   | 2   | NC  | 1   | SQ  | 2   | Rit | 1   | 2   | 2   | 1   | 1   | Rit | 165   |
| 1    | Peugeot Total                | 3  | Panizzi      | 4   |     | 1   | 1   |     |     |     |     |     |     | 1   |     |     |     | 165   |
| 1    | Peugeot Total                | 3  | Rovanperä    |     | 2   |     |     | NC  | Rit | 4   | 2   | Rit | Rit |     | 2   | 2   | 5   | 165   |
| 2    | Ford Rallye Sport            | 4  | Sainz        | 2   | 3   | 4   | Rit | NC  | 1   | 3   | Rit | 4   | NC  | Rit | 4   | 4   | 3   | 104   |
| 2    | Ford Rallye Sport            | 5  | C. McRae     | 3   | 5   | Rit | 5   | 5   | 3   | 1   | 1   | Rit | 3   | 5   | Rit | Rit | NC  | 104   |
| 2    | Ford Rallye Sport            | 6  | Märtin       | NC  | Rit | 6   | 5   | 7   | NC  | NC  | 3   | 5   | 4   | 4   | Rit | 5   | 2   | 104   |
| 3    | 555 Subaru WRT               | 10 | Mäkinen      | 1   | Rit | Rit | Rit | 3   | Rit | Rit | Rit | 6   | 5   | Rit | 3   | SQ  | 4   | 67    |
| 3    | 555 Subaru WRT               | 11 | Solberg      | 5   | Rit | 3   | 3   | 4   | 2   | 5   | Rit | 3   | Rit | 3   | Rit | 3   | 1   | 67    |
| 3    | 555 Subaru WRT               | 12 | Arai         |     |     |     |     |     |     | NC  |     |     |     |     |     |     |     | 67    |
| 3    | 555 Subaru WRT               | 12 | Mörtl        |     |     |     |     |     |     |     |     |     | Rit | Rit |     |     |     | 67    |
| 4    | Hyundai Castrol WRT          | 17 | Schwarz      | Rit | Rit | 10  | 10  | 6   | Rit | 6   | Rit | 10  | Rit | Rit | NC  | Rit | Rit | 10    |
| 4    | Hyundai Castrol WRT          | 18 | Loix         | Rit | Rit | 7   | 7   | Rit | Rit | Rit | Rit | 8   | Rit | 9   | 6   | Rit | 6   | 10    |
| 4    | Hyundai Castrol WRT          | 19 | Kankkunen    |     | 6   |     |     | Rit | 6   | Rit | 5   | Rit |     |     | 5   | Rit | 7   | 10    |
| 4    | Hyundai Castrol WRT          | 19 | Kuchar       |     |     | Rit | NP  |     |     |     |     |     |     |     |     |     |     | 10    |
| 5    | Škoda Motorsport             | 14 | Eriksson     | 10  | Rit | Rit | 11  | 8   | 5   | 10  | Rit | Rit | 7   | 7   | Rit | 7   | 9   | 9     |
| 5    | Škoda Motorsport             | 15 | Gardemeister | 8   | Rit | 9   | 8   | 10  | 4   | 7   | Rit | 9   | Rit | Rit | 7   | 6   | 8   | 9     |
| 5    | Škoda Motorsport             | 16 | Kresta       | Rit |     | 11  |     | Rit |     |     | 4   |     |     | 8   |     |     | NC  | 9     |
| 5    | Škoda Motorsport             | 16 | Blomqvist    |     | 8   |     | Rit |     |     | NC  |     |     |     |     |     |     |     | 9     |
| 5    | Škoda Motorsport             | 16 | Pozzo        |     |     |     |     |     | NC  |     |     |     |     |     |     |     |     | 9     |
| 5    | Škoda Motorsport             | 16 | Kahle        |     |     |     |     |     |     |     |     |     | Rit |     |     |     |     | 9     |
| 6    | Marlboro Mitsubishi Ralliart | 7  | Delecour     | 7   | NC  | 5   | 6   | 9   | Rit | 8   | Rit | Rit | 6   | 6   | 8   | Rit | Rit | 9     |
| 6    | Marlboro Mitsubishi Ralliart | 8  | A. McRae     | 10  | 4   | 8   | 9   | Rit | 7   | Rit | 6   | Rit | Rit | Rit |     |     |     | 9     |
| 6    | Marlboro Mitsubishi Ralliart | 8  | Dale         |     |     |     |     |     |     |     |     |     |     |     |     |     | Rit | 9     |
| 6    | Marlboro Mitsubishi Ralliart | 9  | Paasonen     |     | 7   |     |     | Rit |     |     |     | 7   |     |     | Rit | 8   | Rit | 9     |
| Pos. | Squadra                      | Nº | Pilota       | MON | SVE | FRA | CAT | CIP | ARG | GRE | SAF | FIN | GER | SAN | NZL | AUS | GBR | Punti |

| Colore  | Risultato                |
| ------- | ------------------------ |
| Oro     | Vincitore                |
| Argento | 2º posto                 |
| Bronzo  | 3º posto                 |
| Verde   | Finito a punti           |
| Blu     | Finito senza punti       |
| Blu     | Non classificato (NC)    |
| Viola   | Ritirato (Rit)           |
| Nero    | Squalificato (SQ)        |
| Nero    | Escluso (ES)             |
| Bianco  | Non ha gareggiato        |
| Bianco  | Iscrizione ritirata (WD) |
| Bianco  | Non partito (NP)         |
| Bianco  | Gara cancellata (C)      |

### Campionato mondiale piloti per vetture produzione (PWRC)
| Pos. | Pilota               | SVE | FRA | CIP | ARG | SAF | FIN | NZL | AUS | Punti |
| ---- | -------------------- | --- | --- | --- | --- | --- | --- | --- | --- | ----- |
| 1    | Karamjit Singh       |     |     | 1   | 3   | 1   | 3   | Rit | 3   | 32    |
| 2    | Kristian Sohlberg    | 1   | Rit | Rit |     |     | 2   | 1   | Rit | 26    |
| 3    | Ramón Ferreyros      |     | 1   | Rit | 1   |     | Rit | Rit | 4   | 23    |
| 4    | Toshihiro Arai       | 2   |     | Rit | 2   | Rit |     | Rit | 1   | 22    |
| 5    | Alessandro Fiorio    | 4   |     | Rit |     | Rit | 1   | 4   | 2   | 22    |
| 6    | Martin Rowe          | 6   | 3   | Rit |     |     | Rit | 2   | 5   | 13    |
| 7    | Gustavo Trelles      | Rit | 4   | 2   | 4   |     |     |     |     | 12    |
| 8    | Dimităr Iliev        | 7   | 2   | 4   |     |     | Rit | Rit |     | 9     |
| 9    | Bernt Kollevold      | 8   | 8   | 6   |     |     | 5   | 6   | 6   | 5     |
| 10   | Luca Baldini         |     | 9   | 3   | Rit |     |     | Rit |     | 4     |
| 11   | Marko Ipatti         | 3   |     |     |     |     | Rit |     |     | 4     |
| 11   | Giovanni Manfrinato  |     | Rit | Rit | Rit |     | Rit | 3   | Rit | 4     |
| 13   | Saulius Girdauskas   | 5   |     | 5   |     |     |     |     |     | 4     |
| 13   | Marcos Ligato        |     |     | Rit | 5   | Rit | Rit | 5   | Rit | 4     |
| 15   | Alfredo De Dominicis |     | Rit | Rit |     |     | 4   | Rit | 7   | 3     |
| 16   | Beppo Harrach        |     | 5   | 8   | Rit |     | Rit | Rit | Rit | 2     |
| 17   | Stefano Marrini      |     | 6   | Rit | 6   | Rit |     | Rit | 8   | 2     |
| Pos. | Pilota               | SVE | FRA | CIP | ARG | SAF | FIN | NZL | AUS | Punti |

| Colore  | Risultato                |
| ------- | ------------------------ |
| Oro     | Vincitore                |
| Argento | 2º posto                 |
| Bronzo  | 3º posto                 |
| Verde   | Finito a punti           |
| Blu     | Finito senza punti       |
| Blu     | Non classificato (NC)    |
| Viola   | Ritirato (Rit)           |
| Nero    | Squalificato (SQ)        |
| Nero    | Escluso (ES)             |
| Bianco  | Non ha gareggiato        |
| Bianco  | Iscrizione ritirata (WD) |
| Bianco  | Non partito (NP)         |
| Bianco  | Gara cancellata (C)      |